# Ourisia coccinea
Ourisia coccinea är en grobladsväxtart. Ourisia coccinea ingår i släktet Ourisia och familjen grobladsväxter.

## Underarter
Arten delas in i följande underarter:
- O. c. coccinea
- O. c. elegans

## Bildgalleri

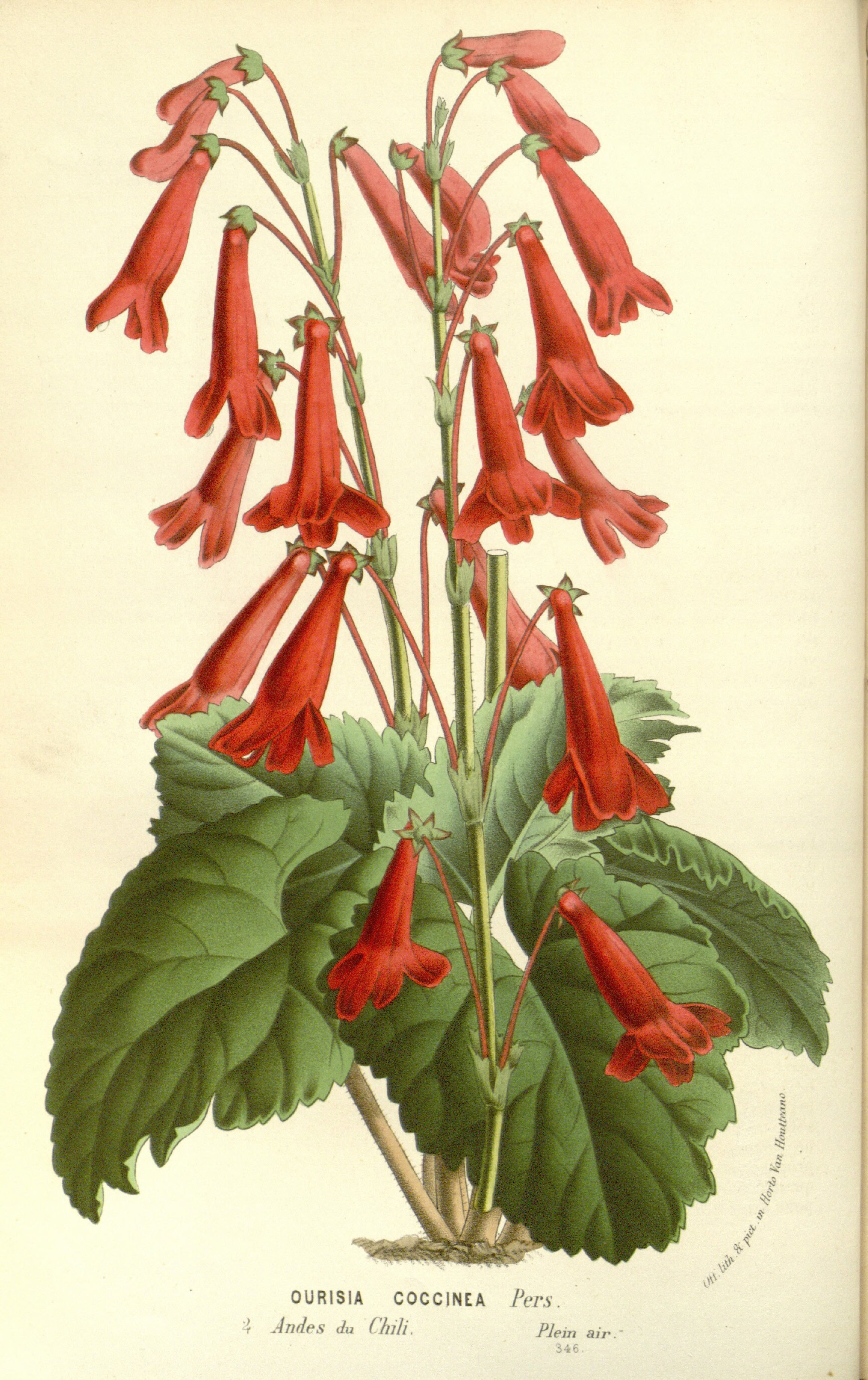